# Federacja Indii Zachodnich
Federacja Indii Zachodnich – krótko istniejąca federacja na Karaibach, zrzeszająca kolonie brytyjskie. Głównym celem federacji przez cały okres jej istnienia było ogłoszenie niepodległości jako jednolitego organizmu państwowego.
Federację powołano do życia 3 stycznia 1958. W jej skład weszły:
- Barbados
- Antigua
- Jamajka
- Trynidad i Tobago
- Dominika
- Grenada
- Montserrat
- Saint Vincent
- Saint Christopher i Nevis
- Anguilla
- Saint Lucia

Faktyczną głową państwa został w imieniu korony brytyjskiej generalny gubernator Patrick Buchan-Hepburn. Stolicą zostało Chaguaramas.
Kraj szybko ogarnął kryzys. Jedynie Jamajka oraz Trynidad i Tobago były wyspami dużymi i obawiały się ciężaru utrzymania pozostałej części federacji, złożonej z niewielkich wysepek. Pod koniec 1961 Jamajka oraz Trynidad i Tobago wybrały niepodległość. 31 maja 1962, na kilkadziesiąt dni przed przyznaniem niepodległości, Federacja Indii Zachodnich została rozwiązana.